# 에르미타시 박물관

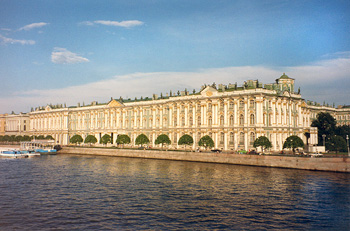
네바강에서 본 에르미타시 박물관

에르미타시 박물관 또는 에르미타시 미술관(러시아어: Эрмитаж, 문화어: 에르미따쥬국립박물관)은 상트페테르부르크에 있는 미술관으로, 정식명칭은 국립 에르미타시 박물관(Госуда́рственный Эрмита́ж)이다. 영국의 대영 박물관과 프랑스의 루브르 박물관과 더불어 세계 3대 박물관에 손꼽힌다.
미술관은 소에르미타시(러시아어: Малый Эрмитаж), 구에르미타시(러시아어: Старый Эрмитаж), 신에르미타시(러시아어: Новый Эрмитаж), 에르미타시 극장(러시아어: Эрмитажный театр), 겨울 궁전(러시아어: Зимний дворец)의 5개의 건물이 하나로 구성되어 있고, 120개의 계단이 있다. 현재 본관의 일부인 겨울궁전은 로마노프 왕조 시대의 황궁이다.
1764년에 예카테리나 2세가 미술품을 수집한 것이 에르미타시의 기원이다. 본래는 예카테리나 2세 전용의 미술관으로, 프랑스어로는 "은둔지"를 의미하는 "에르미타주"라고 하는 명칭도 거기에서 유래되었다. 초기에는 왕족과 귀족들의 수집품을 모았으나, 19세기말에는 일반인에게도 개방되었다.

## 이름의 유래
'에르미타시'라는 이름은 고대 그리스어로 은둔자를 뜻하는 eremites에서 비롯된다. 이러한 이름이 주어진 배경에는 에르미타시 초기, 굉장히 한정된 사람만 들어올 수 있었기에 왕과 귀족들간 '은둔자의 집' 이라 불렸던 이력이 있다.

## 건물
원래 소장품을 수납한 유일한 건물은 "작은 암자"였다. 오늘날, 에르미타시 박물관은 궁전 제방 및 그 동네에 있는 많은 건물을 포함한다. 소규모 암자를 제외하고 박물관에는 현재 "구 에르미타시"("대형 암자"라고도 함), "신 에르미타시", "에르미타시 박물관"및 "겨울 궁전 ", 러시아 차르(Tsar)의 이전 주요 거주지였다. 최근 몇년 동안, 암자는 겨울 궁전을 마주 보고 있는 궁전 광장과 멘시코프 궁전, 총참모부 건물로 확대되었다.

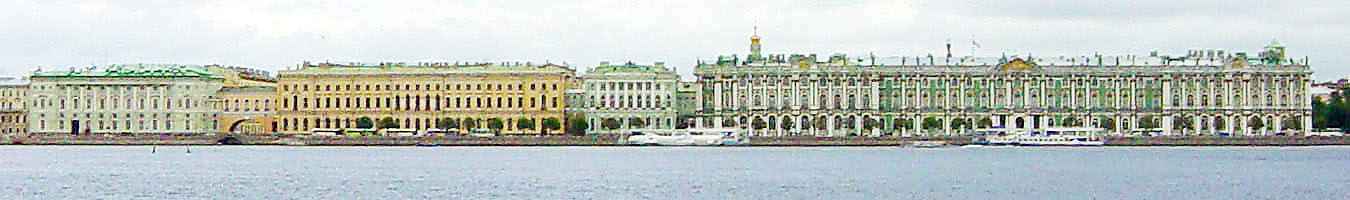
에르미타시 박물관 왼쪽에서 오른쪽 :에르미타시 극장 - 구(Old)에르미타시 - 소(Small) 에르미타시 - 겨울궁전 (신(New) 에르미타시는 구(old) 에리미타시의 뒷편에 위치)
처음에는 소(小)에르미타시만 미술관으로 쓰였으나, 차츰 컬렉션이 많아지면서 확장. 지금은 겨울궁전이 본관.

## 구성
서유럽쪽 작품들로는 13세기와 20세기 사이의 작품들이 4개의 본관 1층과 2층에 모여있다.

### 고대 이집트
1940부터 지금까지 고대 이집트관은 본관 1층의 입구를 장식한다.

## 역사
세계 3대 박물관 가운데 하나라는 명성에 걸맞게 전 세계 예술품을 골고루 소장한 에르미타시는 바로크 스타일의 기품있는 궁전으로 제정 러시아 황제의 거처였던 겨울 궁전과 네 개의 건물이 통로로 연결되어 있다.
러시아는 예카테리나 대제 때에 문화의 황금기를 맞는다. 그녀는 밖으로 실내 정원이 나 있는 ‘시계의 방’에서 손님들을 접대하기를 좋아했다고 한다. 그때 그녀는 겨울 궁전을 프랑스어로 '에르미타시’(은둔지, 인적이 없는 방)라고 즐겨 불렀다고 한다. 이것이 에르미타시 명칭의 유래이다.
1764~1787년 예카테리나 대제는 궁전 옆에 ‘소(小)에르미타시’와 ‘구(舊)에르미타시’를 건설했고, 겨울 운하를 따라 그것을 연결해 라파엘 회랑을, 그리고 1783~1786년에 에르미타시 극장을 만들었다. 1799~1851년 니콜라이 황제가 화랑을 하나 추가로 만들었는데, 그것이 바로 신(新)에르미타시이다.
에르미타시가 출현한 1764년 당시 베를린의 네고니안트라는 갑부가 부채 대신 자기의 미술 소장품 225점을 러시아로 가져왔다. 일찍이 스몰니에 최초의 러시아 여성 학교를 세울 정도로 계몽주의에 심취했던 예카테리나 대제는 서유럽의 고품격 삶의 양식에 비해 후진성을 면치 못하고 있는 러시아 귀족들의 생활 문화에 불만을 가지고 있었다. 당시 영국과 프랑스 등의 부유한 귀족들과 자본가들은 예술 작품들을 수집하여 개인 화랑에 소장하는 것이 유행이었다. 하지만 당시 러시아는 개인 화랑은커녕 박물관조차 전혀 없었다. 이에 예카테리나 대제는 황제인 자신부터 화랑을 열기로 마음먹고 다양한 소장품을 구입하기 시작했다. 초창기에는 그림들을 전시할 곳이 없어 러시아 최초의 박물관인 쿤스카메라에 임시로 보관했다. 그 후 에르미타시에 미술관이 설립되면서 카벤첼레 공작(1768), 브를리 남작(1769), 크로자 남작(1772), 월 폴 총리(1779), 보뎅(1781), 나폴레옹의 황후 조제핀(1814) 등의 값진 소장품들을 구입했다. 그로 인해 에르미타시는 예카테리나 대제 때 이미 2,000여 점의 예술작품이 소장된 일류 화랑으로 변모하게 되었다.
에르미타시는 니콜라이 1세의 무지로 1,000점이 넘는 작품들이 경매에 나오게 되는가 하면, 사회주의 혁명 때는 화랑이 아닌 임시정부 회의장소로 사용되기도 하고, 수도가 모스크바로 옮겨지면서 모스크바 국립표현박물관에 많은 예술품들이 옮겨가는 등의 상당한 우여곡절을 겪기도 했다.
1922년부터 국립 에르미타시 박물관으로 명명된 이곳은 현재 1,020여 개의 방에 레오나르도 다빈치, 미켈란젤로, 라파엘로, 루빈슨, 피카소, 고갱, 고흐, 르느와르 등의 명화가 전시되어 있고, 이탈리아 등지에서 들여온 조각품들과 이집트의 미라부터 현대의 병기에 이르는 고고학적 유물, 화폐와 메달, 장신구, 의상 등 300만 점의 소장품이 전시되어 있고 지붕 위에는 176개의 조각상이 있다. 가장 볼 만한 것은 서구 미술의 전시품으로 러시아, 이집트, 그리스, 로마, 페르시아, 터키, 인도, 중국, 비잔틴, 일본 등 세계의 고대 유물과 예술품이 많이 전시되어 있고, 고대 러시아 문화와 스키타이 문화에 대해서도 알 수 있다. 또 제정시대의 보석과 왕관 등도 지하 보물실에 전시되어 있다.

## 봉사활동
에르미타시 자원봉사 활동(Hermitage Volunteer Service)은 세계적으로 유명한 박물관을 운영하는 데 참여할 수 있는 특별한 기회를 제공한다. 이 프로그램은 에르미타시의 외부 및 내부 활동을 지원할뿐만 아니라 박물관 직원과 대중 간의 비공식적인 링크 역할을 하여 박물관 전문가의 특정 지식을 지역 또는 사회에 제공한다. 자원 봉사자 또한 자신의 개인적인 목표와 관심사를 반영한 프로젝트를 개발할 수 있다. 청소년의 책임감을 전달함으로써 전통의 가치와 보존의 필요성을 이해하는 데 도움을 준다.

## 같이 보기
- 겨울 궁전